# Matthew Pinsent
Sir Matthew Clive Pinsent, CBE (Henley-on-Thames, 10 de outubro de 1970) é um ex-remador inglês.
Capitão da equipe de remo da Universidade de Oxford vencedora da tradicional Boat Race contra Cambridge em 1990 e 1991, atuou ao lado de Steve Redgrave nos melhores anos de suas carreiras, conquistando títulos olímpicos e mundiais (nas provas de dois e quatro sem timoneiro) todos os anos entre 1991 e 2000, quando Redgrave se aposentou. Com novo parceiro, James Cracknell, Pinsent ainda conquistou os títulos mundiais em 2001 e 2002 e o ouro olímpico em 2004, este no quatro sem. Aposentado após a temporada 2004, foi condecorado Sir no final daquele ano.